# Donja Vrbica
Donja Vrbica (cyr. Доња Врбица) – wieś w Czarnogórze, w gminie Petnjica. W 2011 roku liczyła 115 mieszkańców.